# Baterie Dietl

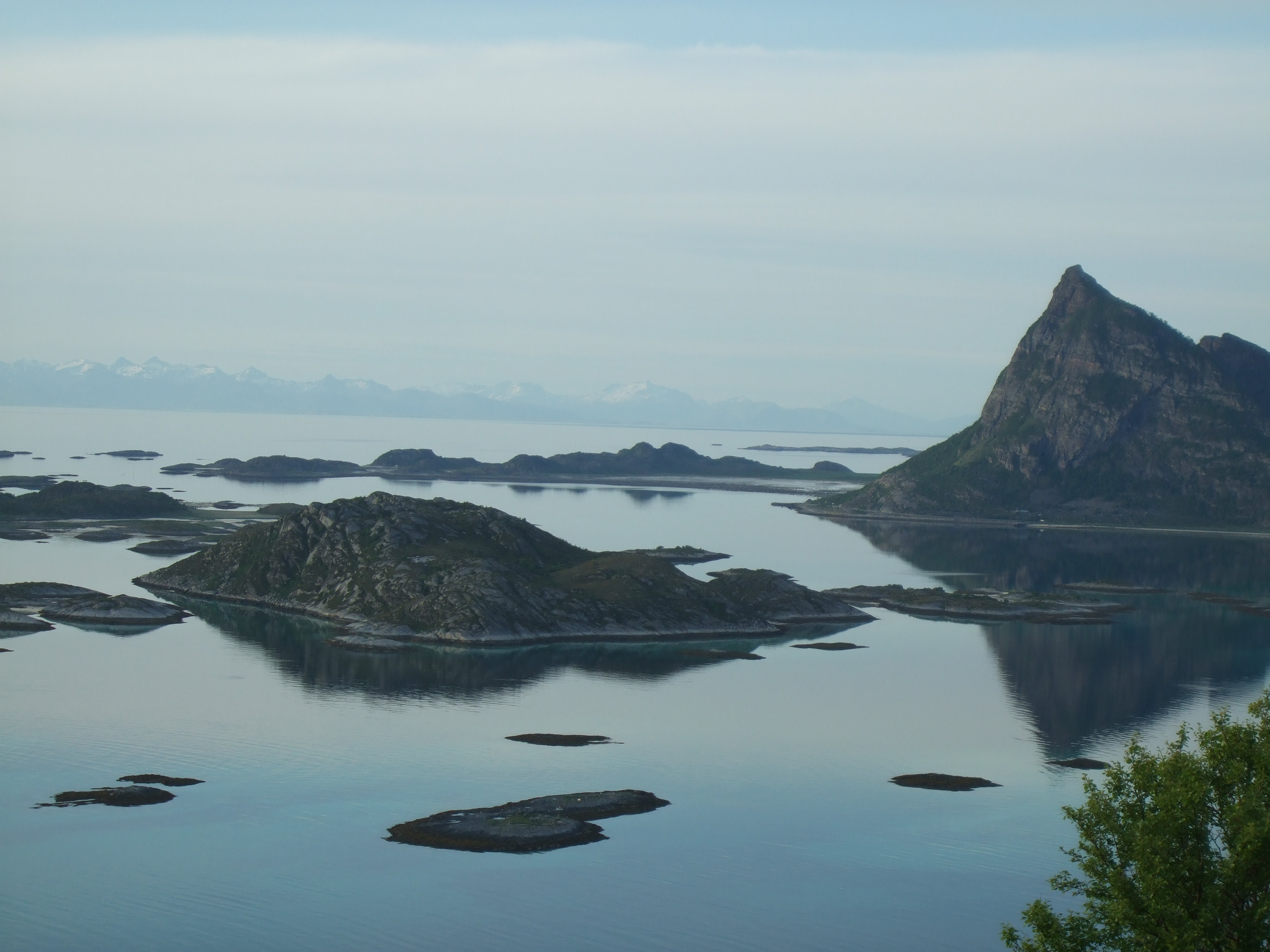
Holmene Grådusan (uprostřed), kde se nacházela pobřežní baterie Dietl, má strategickou polohu s výhledem na Západní fjord a vstup do Narviku

Baterie Dietl byla jednou ze tří nejsilnějších dělostřeleckých baterií zbudovaných Němci k obraně evropského pobřeží v rámci Atlantického valu. Palebná postavení tří těžkých děl ráže 406 mm měla chránit ústí Západního fjordu a tím i přístup do strategicky významného severonorského přístavu Narvik. Vzhledem ke svému významu baterie představovala jednu z priorit v rámci stavebního úsilí Organizace Todt v Norsku. Práce byly zahájeny v roce 1942 a již v srpnu následujícího roku byla baterie bojeschopná. Zdokonalování logistického zázemí celého komplexu však pokračovalo prakticky až do konce války. Na výstavbě se podílely až dva tisíce sovětských válečných zajatců (z nichž téměř pět set zemřelo) a stovky dalších nuceně nasazených dělníků, včetně necelé stovky Čechoslováků.
Dnes je v prázdných objektech umístěno muzeum. Podobná baterie se nacházela dále na sever u města Harstad, kde je dodnes možné jedno z obřích děl zhlédnout.